# 晨風丸 (久留米藩)
晨風丸(しんぷうまる)は、久留米藩所有の運輸船。

## 船歴
原名マルチインウアイト。
元治元年(1864年)アメリカ・ボストンで建造された木造汽船。
慶応2年9月12日(1866年10月20日)に長崎でロビネットから53,000ドルで購入した。

### 戊辰戦争
明治2年3月8日(1869年4月19日)晨風丸を含む7隻が品川を出港し、函館に向かったが。
4月13日(新暦5月24日)、晨風丸は三厩の北西達鼻岬(竜飛崎)で坐礁、破壊された。